# Krzeczów (Myślenice)
Pour les articles homonymes, voir Krzeczów.
Krzeczów est une localité polonaise de la gmina de Lubień, située dans le powiat de Myślenice en voïvodie de Petite-Pologne.